# Takashi Takabayashi
Takashi Takabayashi (jap. 高林隆 Takabayashi Takashi; ur. 2 sierpnia 1931 w Saitamie, zm. 27 grudnia 2009 tamże) – japoński piłkarz, reprezentant kraju.

## Kariera klubowa
Jako piłkarz grał w klubie Tanabe Pharmaceuticals.

## Kariera reprezentacyjna
Karierę reprezentacyjną rozpoczął w 1954, a zakończył w 1958 roku. W sumie w reprezentacji wystąpił w 9 spotkaniach. Został powołany do kadry na Igrzyska Olimpijskie 1956.

## Statystyki
| Reprezentacja Japonii | Reprezentacja Japonii | Reprezentacja Japonii |
| Rok                   | Mecze                 | Gole                  |
| --------------------- | --------------------- | --------------------- |
| 1954                  | 3                     | 2                     |
| 1955                  | 5                     | 0                     |
| 1956                  | 0                     | 0                     |
| 1957                  | 0                     | 0                     |
| 1958                  | 1                     | 0                     |
| Razem                 | 9                     | 2                     |